# Kimar Farquharson
Kimar Farquharson (* 20. Mai 2001) ist ein jamaikanischer Sprinter und Mittelstreckenläufer, der sich auf den 800-Meter-Lauf spezialisiert hat.

## Sportliche Laufbahn
Erste internationale Erfahrungen sammelte Kimar Farquharson bei den CARIFTA Games 2017 in Willemstad, bei denen er in 1:54,65 min die Goldmedaille über 800 Meter in der U18-Altersklasse gewann. Anschließend schied er bei den U18-Weltmeisterschaften in Nairobi mit 1:57,66 min in der ersten Runde über 800 Meter aus. Im Jahr darauf gewann er bei den CARIFTA Games in Nassau in 1:50,95 min die Bronzemedaille in der U20-Altersklasse und anschließend schied er bei den U20-Weltmeisterschaften in Tampere mit 1:50,76 min in der ersten Runde aus. Bei den Olympischen Jugendspielen in Buenos Aires auf Rang 16. 2019 siegte er in 1:49,64 min bei den CARIFTA Games in George Town in der U20-Altersklasse und sicherte sich dort auch mit der jamaikanischen 4-mal-400-Meter-Staffel in 3:07,82 min die Goldmedaille. 2021 begann er ein Studium an der Texas A&M University in den Vereinigten Staaten. 2024 wurde er NCAA-Collegemeister in der 4-mal-400-Meter-Staffel und im Jahr darauf gewann er bei den Hallenweltmeisterschaften in Nanjing in 3:05,05 min gemeinsam mit Rusheen McDonald, Jasauna Dennis und Demar Francis die Silbermedaille hinter dem US-amerikanischen Team.

## Persönliche Bestzeiten
- 400 Meter: 45,70 s, 30. März 2024 in Baton Rouge
  - 400 Meter (Halle): 45,92 s, 1. Februar 2025 in Albuquerque
- 800 Meter: 1:46,32 min, 5. Juni 2024 in Eugene
  - 800 Meter (Halle): 1:47,04 min, 10. Februar 2023 in Lubbock